# Malaysian Masters 1986
Das Camus Malaysian Masters 1986 war ein professionelles Snooker-Einladungsturnier, das im Rahmen der Saison 1986/87 vom 28. bis zum 30. August 1986 im Putra World Trade Centre in der malaysischen Hauptstadt Kuala Lumpur ausgetragen wurde. Sieger wurde der Engländer Jimmy White, der im Finale Dennis Taylor aus Nordirland mit 2:1 besiegte. Allerdings ist unbekannt, welcher Spieler das höchste Break des Turnieres spielte.

## Preisgeld
Wie schon bei der Erstausgabe des Turnieres zwei Jahre vorher fungierte die französische Cognacbrennerei Camus als Sponsor des Turnieres. Das Sponsoring war Teil eines Deals zwischen Camus und Barry Hearns Firma Matchroom Sport, dem Organisator des Turnieres, und umfasste neben dem Malaysian Masters auch noch andere ähnliche Turniere in Asien. Wie auch bei vielen dieser ähnlichen Events und wie schon bei der Erstausgabe des Malaysian Masters wurde kein monetäres Preisgeld ausgezahlt.

## Turnierverlauf
Zehn Spieler wurden zum Turnier eingeladen, neben sieben britischen, führenden Profispielern auch drei regionale Amateure: Chin Su Liang und Yue Swee Kat aus Malaysia und Lim Koon Guan aus dem Stadtstaat Singapur. Chin Su Liang und Lim Koon Guan starteten in der Ersten Runde ins Turnier und trafen jeweils auf einen britischen Profispieler. Die Sieger der beiden Spieler rückten ins Viertelfinale vor, wo auch Yue Swee Kat auf einen britischen Profispieler traf sowie generell auch die restlichen Teilnehmer ins Turnier starteten. Im K.-o.-System wurde der Turniersieger ermittelt. Alle Spiele des Turnieres fanden im Modus Best of 3 Frames statt.
|  | Erste Runde Best of 3 Frames | Erste Runde Best of 3 Frames |   |               | Viertelfinale Best of 3 Frames | Viertelfinale Best of 3 Frames |               |   | Halbfinale Best of 3 Frames | Halbfinale Best of 3 Frames |  |  | Finale Best of 3 Frames | Finale Best of 3 Frames |
|  |                              |                              |   |               |                                |                                |               |   |                             |                             |  |  |                         |                         |
|  |                              |                              |   |               | Jimmy White                    | 2                              |               |   |                             |                             |  |  |                         |                         |
|  |                              |                              |   |               | Yue Swee Kat                   | 0                              |               |   |                             |                             |  |  |                         |                         |
|  |                              | Jimmy White                  | 2 |               | Yue Swee Kat                   | 0                              |               |   |                             |                             |  |  |                         |                         |
|  |                              |                              |   |               |                                |                                |               |   |                             |                             |  |  |                         |                         |
|  |                              | Willie Thorne                | 1 |               |                                |                                |               |   |                             |                             |  |  |                         |                         |
|  |                              | Willie Thorne                | 1 |               |                                |                                | Willie Thorne | 2 |                             |                             |  |  |                         |                         |
|  |                              |                              |   |               |                                |                                | Willie Thorne | 2 |                             |                             |  |  |                         |                         |
|  |                              |                              |   |               | Terry Griffiths                | 0                              |               |   |                             |                             |  |  |                         |                         |
|  |                              |                              |   |               | Terry Griffiths                | 0                              | Jimmy White   | 2 |                             |                             |  |  |                         |                         |
|  |                              |                              |   |               |                                |                                |               |   |                             |                             |  |  |                         |                         |
|  |                              | Dennis Taylor                | 1 |               |                                |                                |               |   |                             |                             |  |  |                         |                         |
|  | Neal Foulds                  | Dennis Taylor                | 1 | 2             |                                |                                | Dennis Taylor | 2 |                             |                             |  |  |                         |                         |
|  | Neal Foulds                  |                              |   |               |                                |                                | Dennis Taylor | 2 |                             |                             |  |  |                         |                         |
|  | Lim Koon Guan                | 0                            |   |               | Neal Foulds                    | 0                              |               |   |                             |                             |  |  |                         |                         |
|  | Lim Koon Guan                | 0                            |   | Dennis Taylor | Neal Foulds                    | 0                              | 2             |   |                             |                             |  |  |                         |                         |
|  |                              |                              |   |               |                                |                                | 2             |   |                             |                             |  |  |                         |                         |
|  |                              | Steve Davis                  | 1 |               |                                |                                |               |   |                             |                             |  |  |                         |                         |
|  | Tony Meo                     | Steve Davis                  | 1 | 2             |                                |                                | Steve Davis   | 2 |                             |                             |  |  |                         |                         |
|  | Tony Meo                     |                              |   |               |                                |                                |               |   |                             |                             |  |  |                         |                         |
|  | Chin Su Liang                | 0                            |   |               | Tony Meo                       | 0                              |               |   |                             |                             |  |  |                         |                         |

### Finale
Alle drei Amateure schieden bereits mit ihrem Auftaktspiel aus, generell gab es aber in den ersten beiden Runden nur Whitewash: nicht nur die drei Amateure, sondern auch die Profispieler Neal Foulds, Tony Meo und Ex-Weltmeister Terry Griffiths verloren zu null. Erst im Halbfinale wurden die Partien recht knapp entschieden. Beide Halbfinals gingen in den Decider:. Am Ende hatten sich der ehemalige Vize-Weltmeister Jimmy White aus England und der nordirische Ex-Weltmeister Dennis Taylor durchgesetzt. Auch das Finale, von dem keine genauen Frame-Ergebnisse bekannt sind, ging in den Decider. Am Ende siegte White.
| Finale: Best of 3 Frames Putra World Trade Centre, Kuala Lumpur, Malaysia, 30. August 1986 |                |               |
| Jimmy White                                                                                | 2:1            | Dennis Taylor |
| Die Ergebnisse der einzelnen Frames sind unbekannt                                         |                |               |
| –                                                                                          | Höchstes Break | –             |
| –                                                                                          | Century-Breaks | –             |
| –                                                                                          | 50+-Breaks     | –             |